# Mikania sylvatica
Mikania sylvatica là một loài thực vật có hoa trong họ Cúc. Loài này được Klatt mô tả khoa học đầu tiên năm 1886.